# International Wildcard Invitational
O International Wildcard Invitational (IWCI) foi um torneio internacional de League of Legends realizado em 2015 e 2016 por sua desenvolvedora Riot Games. Nas duas edições em que foi realizado, o IWCI era a disputado pelos campeões das regiões sem vaga direta para o Mid-Season Invitational (MSI), campeonato internacional de meio de temporada, e classificava seu campeão para o torneio. Ambas as edições foram vencidas pelos campeões da Türkiye Championship League, a principal liga da Turquia. Com a mudança do formato do MSI e a criação de sua fase de entrada em 2017, o IWCI deixou de ser disputado.

## Edições

### 2015
A edição inaugural do International Wildcard Invitational foi realizada entre 21 e 24 de abril em Istambul, na Turquia e deu a seu campeão vaga no Mid-Season Invitational (MSI) disputado em Tallahassee, Estados Unidos, entre os dias 7 e 10 de maio. Os sete campeões de regiões consideradas emergentes, sem vaga direta para o MSI, jogaram entre si um turno classificatório, no qual cada equipe se enfrentava apenas uma vez, com as quatro primeiras avançando às semifinais. O time campeão da Garena Premier League do Sudeste Asiático, Saigon Fantastic Five, não puderam participar por problemas com visto e cederam sua vaga aos vice-campeões Bangkok Titans.
A primeira fase foi dominada pela vice-campeã tailandesa, que só não venceu a brasileira INTZ. No entanto, nas semifinais, a líder do grupo caiu para o time da casa Beşiktaş, quarto colocado, por 3 a 0. A INTZ venceu a Hard Random, representante da Comunidade dos Estados Independentes, por 3 a 1 e também foi à final. Na final, a INTZ ganhou a primeira partida, mas perdeu as três seguintes e o Beşiktaş ficou com o título. Durante essa série, houve grande polêmica por causa da presença de celulares nos bolsos de jogadores do Beşiktaş e por conta do comportamento da torcida turca, que alertava os jogadores quando a INTZ preparava uma emboscada ou tentava eliminar o Barão Nashor. No entanto, embora essa prática fosse proibida nas competições de League of Legends, a Riot Games não havia publicado o regulamento específico do IWCI, e por isso a vitória do Beşiktaş se manteve.
No MSI, o Beşiktaş perdeu todas as cinco partidas que disputou e não avançou à fase eliminatória.

#### Equipes participantes
- INTZ eSports (Brasil)
- Bangkok Titans (Sudeste Asiático)
- Kaos Latin Gamers (América Latina)
- Chiefs Esports Club (Oceania)
- DetonatioN FocusMe (Japão)
- Hard Random (Comunidade dos Estados Independentes)
- Beşiktaş e-Sports Club (Turquia)

#### Fase de classificação
| Pos. | Equipe                 | V | D | Classificação            |
| ---- | ---------------------- | - | - | ------------------------ |
| 1    | Beşiktaş e-Sports Club | 5 | 1 | Avança para a fase final |
| 2    | INTZ eSports           | 4 | 2 | Avança para a fase final |
| 3    | Hard Random            | 4 | 2 | Avança para a fase final |
| 4    | Bangkok Titans         | 3 | 3 | Avança para a fase final |
| 5    | Chiefs Esports Club    | 3 | 3 |                          |
| 6    | DetonatioN FocusMe     | 1 | 5 |                          |
| 7    | Kaos Latin Gamers      | 1 | 5 |                          |

#### Fase final
|  | Semifinais     | Semifinais     | Semifinais |          |      | Final | Final | Final |  |
|  |                |                |            |          |      |       |       |       |  |
|  | Bangkok Titans | Bangkok Titans | 0          |          |      |       |       |       |  |
|  | Bangkok Titans | Bangkok Titans | 0          |          |      |       |       |       |  |
|  | Beşiktaş       | Beşiktaş       | 3          |          |      |       |       |       |  |
|  | Beşiktaş       | Beşiktaş       | 3          |          | INTZ | INTZ  | 1     |       |  |
|  |                |                |            |          | INTZ | INTZ  | 1     |       |  |
|  |                |                | Beşiktaş   | Beşiktaş | 3    |       |       |       |  |
|  | Hard Random    | Hard Random    | Beşiktaş   | Beşiktaş | 3    | 1     |       |       |  |
|  | Hard Random    | Hard Random    |            |          |      |       |       |       |  |
|  | INTZ           | INTZ           | 3          |          |      |       |       |       |  |

### 2016

Logotipo do IWCI de 2016

A segunda e última edição do IWCI aconteceu na Cidade do México, entre 16 e 23 de abril de 2016. Assim como ocorreu no Mid-Season Invitational do mesmo ano, realizado entre 4 e 15 de maio, em Xangai, na China, a fase classificatória aumentou e as equipes passaram a jogar duas, não mais apenas uma, partidas entre si. Esse evento teve oito participantes, eis que as duas regiões latino-americanas classificaram diretamente seus campeões, não apenas o vencedor da Copa Latinoamérica. No mais, o formato manteve-se o mesmo, com disputa de turno classificatório seguida por eliminatórias iniciadas das semifinais.
Três equipes que disputaram o IWCI de 2015 conseguiram a classificação para o de 2016: The Chiefs, Hard Random e INTZ. Curiosamente, as três equipes terminaram a primeira fase com as mesmas colocações que obtiveram na edição anterior: Hard Random na segunda, INTZ na terceira e The Chiefs na quinta. Também como em 2015, os outros semifinalistas representaram Sudeste da Ásia e Turquia, mas dessa vez em colocações invertidas: SuperMassive eSports, da Turquia, na liderança, e Saigon Jokers, do Vietnã, no quarto lugar. Nas semifinais, novamente a campeã turca, dessa vez a SuperMassive, venceu a campeã da Garena Premier League e classificou-se à final. A Hard Random, derrotada pela INTZ em 2015, retribuiu a eliminação com o placar de 3 a 0. Na final, em 23 de abril, a SuperMassive triunfou por 3 a 1 e conquistou o título e a vaga, que pela segunda vez ficou com uma equipe turca.
Ao contrário do Beşiktaş, vencedor da edição anterior do IWCI, a SuperMassive conseguiu uma vitória no MSI, mas também amargou a última posição no grupo e não avançou á fase eliminatória.

#### Equipes participantes
- INTZ eSports (Brasil)
- Saigon Jokers (Sudeste Asiático)
- Lyon Gaming (Norte da América Latina)
- Isurus Gaming (Sul da América Latina)
- Chiefs Esports Club (Oceania)
- DetonatioN FocusMe (Japão)
- Hard Random (Comunidade dos Estados Independentes)
- SuperMassive eSports (Turquia)

#### Fase de classificação
| Pos. | Equipe               | V | D | Classificação            |
| ---- | -------------------- | - | - | ------------------------ |
| 1    | SuperMassive eSports | 5 | 2 | Avança para a fase final |
| 2    | Hard Random          | 5 | 2 | Avança para a fase final |
| 3    | INTZ eSports         | 5 | 2 | Avança para a fase final |
| 4    | Saigon Jokers        | 4 | 3 | Avança para a fase final |
| 5    | DetonatioN FocusMe   | 3 | 4 |                          |
| 6    | Chiefs Esports Club  | 3 | 4 |                          |
| 7    | Isurus Gaming        | 2 | 5 |                          |
| 8    | Lyon Gaming          | 1 | 6 |                          |

#### Fase final
|  | Semifinais | Semifinais    | Semifinais   |              |             | Final       | Final | Final |  |
|  |            |               |              |              |             |             |       |       |  |
|  | 1          | Hard Random   | 3            |              |             |             |       |       |  |
|  | 1          | Hard Random   | 3            |              |             |             |       |       |  |
|  | 4          | INTZ          | 0            |              |             |             |       |       |  |
|  | 4          | INTZ          | 0            |              | Hard Random | Hard Random | 1     |       |  |
|  |            |               |              |              | Hard Random | Hard Random | 1     |       |  |
|  |            |               | SuperMassive | SuperMassive | 3           |             |       |       |  |
|  | 3          | SuperMassive  | SuperMassive | SuperMassive | 3           | 3           |       |       |  |
|  | 3          | SuperMassive  |              |              |             |             |       |       |  |
|  | 2          | Saigon Jokers | 0            |              |             |             |       |       |  |

## Fim do torneio
Em 7 de fevereiro de 2017, a Riot Games publicou anúncio oficial informando o novo formato das competições mundiais: a partir desse ano, a divisão entre regiões emergentes (ou wildcards) e principais seria abolida, e as regiões classificariam seus melhores times, em número a depender do desempenho da região nas últimas competições internacionais, diretamente ao Mid-Season Invitational e ao Campeonato Mundial de League of Legends. A posição das regiões e seus respectivos representantes nos sorteios de grupos, bem como a fase em que entrariam nos torneios, também passou a ser determinada pelo retrospecto em competições internacionais. Com isso, o International Wildcard Invitational, bem como o International Wildcard Qualifier (IWCQ), foram abandonados em favor do modelo de fase de entrada, disputado no mesmo país sede do evento principal e sem participantes fixos. Na primeira competição com esse modelo, o MSI de 2017, realizado no Brasil, a fase de entrada — com participantes das tradicionais regiões emergentes, além de LMS (Taiwan/Hong Kong/Macau) e América do Norte — foi disputada em São Paulo e a fase final no Rio de Janeiro.